# Valter Molea
Valter Molea –también escrito Walter Molea– (Nápoles, 8 de julio de 1966) es un deportista italiano que compitió en remo.
Participó en cuatro Juegos Olímpicos de Verano, entre los años 1988 y 2000, obteniendo una medalla de plata en Sídney 2000, en la prueba de cuatro sin timonel, el quinto lugar en Seúl 1988 y el sexto en Atlanta 1996, en la misma prueba.
Ganó cuatro medallas en el Campeonato Mundial de Remo entre los años 1994 y 1999.

## Palmarés internacional
| Juegos Olímpicos   | Juegos Olímpicos              | Juegos Olímpicos  | Juegos Olímpicos   |
| Año                | Lugar                         | Medalla           | Prueba             |
| ------------------ | ----------------------------- | ----------------- | ------------------ |
| 2000               | Sídney (Australia)            | Medalla de plata  | Cuatro sin timonel |
| Campeonato Mundial |                               |                   |                    |
| Año                | Lugar                         | Medalla           | Prueba             |
| 1994               | Indianápolis (Estados Unidos) | Medalla de oro    | Cuatro sin timonel |
| 1995               | Tampere (Finlandia)           | Medalla de oro    | Cuatro sin timonel |
| 1998               | Colonia (Alemania)            | Medalla de bronce | Cuatro sin timonel |
| 1999               | St. Catharines (Canadá)       | Medalla de bronce | Cuatro sin timonel |